# Terefundus axirugosus
Terefundus axirugosus är en snäckart som beskrevs av Dell 1956. Terefundus axirugosus ingår i släktet Terefundus och familjen purpursnäckor. Inga underarter finns listade i Catalogue of Life.